# Propuesta de Rusia de una tregua de Navidad de 2023
La propuesta de Rusia de una tregua de Navidad se dio el 5 de enero de 2023, el patriarca Cirilo de Moscú, jefe de la Iglesia Ortodoxa Rusa, pidió a ambos lados de los combatientes en la invasión de Ucrania una tregua para la Navidad ortodoxa. En la noche del mismo día, el presidente ruso, Vladímir Putin, instruyó al ministro de Defensa ruso, Serguéi Shoigú, para que declarara un alto el fuego temporal a lo largo de toda la línea de contacto entre las tropas rusas y ucranianas.
La propuesta de tregua fue inmediatamente rechazada por las autoridades ucranianas, que la calificaron de «trampa cínica».

## Contexto
Muchos cristianos ortodoxos, incluidos los que viven en Rusia y Ucrania, celebran la Navidad los días 6 y 7 de enero. Sin embargo, tras la invasión rusa, un número cada vez mayor de ucranianos ha comenzado a celebrar la Navidad el 25 de diciembre.
El patriarca Cirilo de Moscú habla a menudo de la guerra en sus sermones, justificando la invasión, calificándola de "lucha interna" y llamando a los ortodoxos rusos a la «movilización espiritual». Estas declaraciones finalmente empujaron a la Iglesia ortodoxa ucraniana (Patriarcado de Moscú) a declarar su independencia del Patriarcado de Moscú. En junio de 2022, tanto el Reino Unido como Canadá agregaron al Patriarca Cirilo a sus listas de sanciones.

## Alto el fuego unilateral ruso
Siguiendo la propuesta del patriarca Cirilo, el presidente ruso, Vladímir Putin, instruyó al ministro de Defensa ruso, Serguéi Shoigú, a declarar un alto el fuego temporal a lo largo de toda la línea de contacto entre las tropas rusas y ucranianas en relación con la Navidad ortodoxa. Según el anuncio, el alto el fuego estará en vigor desde el mediodía del 6 de enero hasta la medianoche del 7 de enero. «Dado que un gran número de ciudadanos ortodoxos viven en zonas de combate, hacemos un llamado a la parte ucraniana para que declare un alto el fuego y les dé la oportunidad de asistir a un servicio en Nochebuena, así como en Navidad», decía la declaración de Putin. El Ministerio de Defensa de la Federación Rusa informó que cumplirá la orden de Putin de introducir un alto el fuego para Navidad.

## Reacciones

### Ucrania
La oficina del presidente de Ucrania calificó la solicitud anterior de alto el fuego del patriarca Cirilo como una «trampa cínica y un elemento de propaganda». El asesor presidencial ucraniano, Mykhailo Podolyak, dijo que la Iglesia Ortodoxa Rusa no es una autoridad para los creyentes ortodoxos en todo el mundo y que está «actuando como propagandista de guerra», incluso llamando al «genocidio de los ucranianos».
El secretario del Consejo de Seguridad y Defensa Nacional de Ucrania, Oleksiy Danilov, dijo que Ucrania no negociaría con la Federación Rusa una tregua navideña. «Hablemos de un lenguaje práctico. ¿A quién le están ofreciendo esta tregua? ¿A ti mismo?» Danilov dijo, ofreciendo a las tropas rusas una «solución simple»: recoger sus maletas e irse a casa. «Ninguna negociación con ellos… Este cura se le ocurrió una especie de fecha. No tiene nada que ver con nosotros. Esta es nuestra tierra. Nosotros en nuestra tierra haremos lo que consideremos necesario», agregó.
El presidente ucraniano Volodímir Zelenski afirmó que Rusia usaría «la llamada tregua» para detener el avance de las Fuerzas Armadas de Ucrania en el este. En un mensaje de video vespertino, Zelenski afirmó que «para terminar la guerra más rápido» en lugar de una tregua temporal «se necesita algo completamente opuesto» y que ser «ciudadanos rusos para encontrar el coraje de liberarse de su vergonzoso miedo a una persona en el Kremlin».

### Rusia
El jefe interino de la República Popular de Donetsk, Denis Pushilin, dijo que solo se trataba de un alto el fuego. «La decisión se refiere a un alto el fuego o una acción ofensiva de nuestra parte. Pero esto no significa que no responderemos a las provocaciones del enemigo», subrayó.
Los canales rusos de Telegram a favor de la guerra criticaron la iniciativa de alto el fuego, la Agencia llamó la atención. El canal Rybar Telegram, que tiene más de un millón de suscriptores, escribió: «¿Tal vez sea suficiente para arrojar perlas frente a los cerdos? Todavía no lo aprecian». Yuri Kotenok y Roman Saponkov señalaron que el régimen de alto el fuego es unilateral, no se respetará y parece «derrotismo». El canal Military Informant vinculó el anuncio del alto el fuego a la conversación entre Vladímir Putin y Recep Tayyip Erdoğan: «Aparentemente, la propuesta recibida hoy del socio respetado y puramente neutral de Erdoğan resultó ser demasiado tentadora para no hacer otro gesto de buena voluntad».

### Otros
El entonces [presidente de los Estados Unidos]], Joe Biden, declaró que la propuesta de tregua era simplemente un «respiro» para las fuerzas rusas y una oportunidad para que se reformaran. Cuando los periodistas le pidieron que comentara sobre la iniciativa de Putin, señaló que Rusia continuó bombardeando «hospitales, guarderías e iglesias» ucranianos el día de Navidad de 2022 ('el 25') y el Año Nuevo. «Creo que [Putin] está tratando de tomar aire», agregó Biden.